# نومان اکار

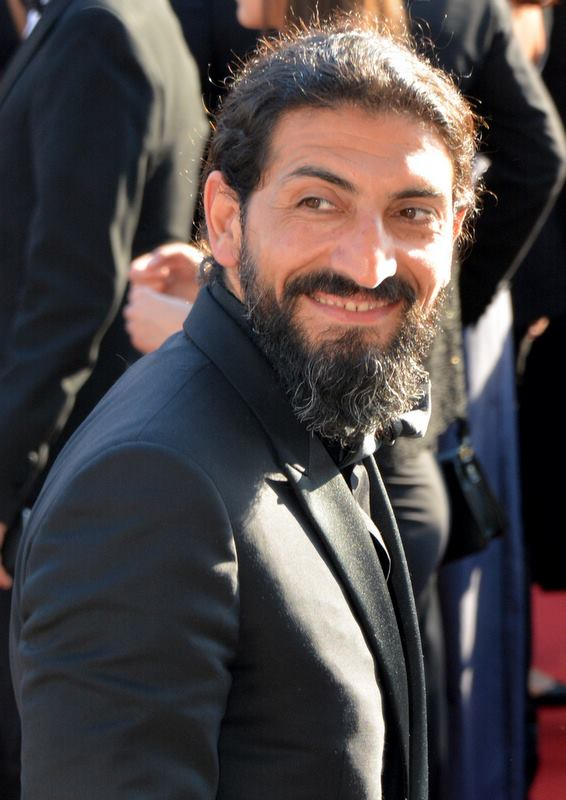
آکار در جشنواره کن ۲۰۱۷.

نومان اکار (زاده ۱۹۷۴) بازیگر و تهیه کنندهٔ ترکیه‌ای - آلمانی است.

## زندگی‌نامه
اکار در کوزوگلو، منطقهٔ کلکیت زاده شد و تا هشت سالگی در ارزینکن زندگی کرد. در ۱۹۸۲ به آلمان مهاجرت و در رشتهٔ مهندسی عمران به تحصیل پرداخت. بعد از اتمام تحصیلات به بازیگری در فیلم‌های آلمانی و ترکیه‌ای پرداخت. به عنوان تهیه‌کننده فیلم‌های آلمانی- ترکیه‌ای نیز فعالیت کرد و مؤسسهٔ اکار اینترتیمنت را در سال ۲۰۰۷ راه اندازی نمود.
در سال ۲۰۱۴، اکار نقش حشیم حقانی را در فصل چهارم میهن (مجموعه تلویزیونی) بازی کرد که این فیلم توسط شبکه تلویزیونی آمریکا تولید گردید.
اکار که در برلین زندگی می‌کند، به چند زبان مختلف از جمله آلمانی، ترکی، اسپانیایی و انگلیسی صحبت می‌کند و با زبان‌های کردی، آذربایجانی و عربی نیز آشنایی دارد.

## فیلم‌شناسی
- ۲۰۰۳:ایوان
- ۲۰۰۳:جمع‌کننده
- ۲۰۰۴:ارتباط کباب
- ۲۰۰۴:بارگذاری مجدد مکس و موریتز
- ۲۰۰۴:موش پرنده
- ۲۰۰۵: ۷(هفت)
- ۲۰۰۵:عشق
- 2005: Hacivat ve Karagöz neden öldürüldü-کشتن سایه‌ها
- ۲۰۰۶:انتظار برای بهشت
- ۲۰۰۶:راه اصلی
- ۲۰۰۶:نگاه آخر
- ۲۰۰۷:پناهنده
- ۲۰۰۷:عمل برای زندگی شما-از اعتیاد به مرد آهنین
- ۲۰۰۸:کد کتاب مقدس
- ۲۰۰۸:نقطه(Punkt)
- ۲۰۰۸:نینجای قاتل
- ۲۰۱۰:خانه از انوبیس
- ۲۰۱۰:تغییر ضربه شما
- ۲۰۱۱:کوکواه
- ۲۰۱۱:مردان تیک تیک، زنان متفاوت
- ۲۰۱۲:خون عقاب
- ۲۰۱۳:پرونده برلین
- ۲۰۱۴:میهن (مجموعه تلویزیونی)
- ۲۰۱۴:برش (فیلم ۲۰۱۴)
- ۲۰۱۴:گلاب (فیلم)
- ۲۰۱۴:پرواز به خانه (فیلم)
- ۲۰۱۷:دیوار بزرگ چین (فیلم)
- ۲۰۱۷:علی و نینو
- ۲۰۱۷:فرار از زندان (مجموعه تلویزیونی)
- ۲۰۱۷:در محو شدگی
- ۱۲:۲۰۱۸ نیرومند
- ۲۰۱۹:علاءالدین (فیلم ۲۰۱۹)